# 메드니섬

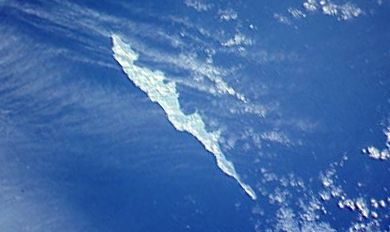

메드니섬(러시아어: остров Медный)은 러시아령 코만도르스키예 제도에 위치한 섬이다.
19세기에 알류샨 열도의 애투섬에서 알류트족이 이 섬으로 이주했다.
프레오브라젠스코예가 이 섬의 중심지이다.